# Цуґухару Фудзіта
Цуґухару Фудзіта (фр. Tsuguharu Fujita, також Леонард Фужита (фр. Léonard Foujita, яп. 藤田嗣治, ふじた つぐはる; *27 листопада 1886, Токіо — 29 січня 1968, Цюрих) — художник з Франції, японського походження. Представник так званої «паризької школи». Малював побутові картини, оголену натуру, тварин.

## Біографія
Народився в Токіо. Перебрався у Францію у 1913 році. Отримав визнання після першої особистої виставки у 1918 році. Товаришував з Пікассо, Модільяні, Матиссом, Леже і Кокто.
Жив і працював у Латинській Америці (Бразилія, Аргентина у 1931—1933 рр.) і в Японії у 1933—1939 рр. Отримав громадянство Франції у 1955 році, став католиком. У місті Реймс побудував каплицю Богородиці (каплиця Фуджити), де після його смерті і був похований.
Біографія художника послужила основою сценарію фільму Фудзіта.

## Творчість
У своїх творах намагався поєднувати західні та японські традиції малювання. Використовував цікаву суміш: олію (або туш) з додаванням глазурі за власним рецептом (з крейди, силікату магнію, лляної олії), що надавало картинам глянцевості та маслянистого мерехтіння. Особливістю тематики було те, що навіть в зображення жінок в стилі чи автопортретах зазвичай додавав зображення кішок. Навіть жінки (зазвичай з блідою шкірою) у виконанні Фудзіти, на думку дослідників, граційністю та очима чимось нагадують кішок. 1930 року видав збірку «Книга кішок», де було вміщено 20 малюнків.